# Oberwarmensteinach
Oberwarmensteinach ist ein Gemeindeteil der Gemeinde Warmensteinach im Landkreis Bayreuth (Oberfranken, Bayern). Die Gemarkung Oberwarmensteinach hat eine Fläche von 4,230 km². Sie ist in 960 Flurstücke aufgeteilt, die eine durchschnittliche Flurstücksfläche von 4406,28 m² haben. In ihr liegen neben dem namensgebenden Ort die Gemeindeteile Fleckl, Geiersberg, Geiersberg (hinterer), Grassemann, Grenzhammer, Hempelsberg, Hütten, Schmidleithen, Stechenberg und Wagenthal.

## Geografie
Das Pfarrdorf liegt im Tal der Warmen Steinach, die das nördliche Ortsgebiet durchfließt. Oberwarmensteinach wird in West-Ost-Richtung von der Staatsstraße 2181 durchquert, im südlichen Ortsbereich haben zudem zwei Stichstraßen ihren Ausgangspunkt, die zu den drei Warmensteinacher Gemeindeteilen Hempelsberg, Mähring und Wagenthal führen.

## Geschichte

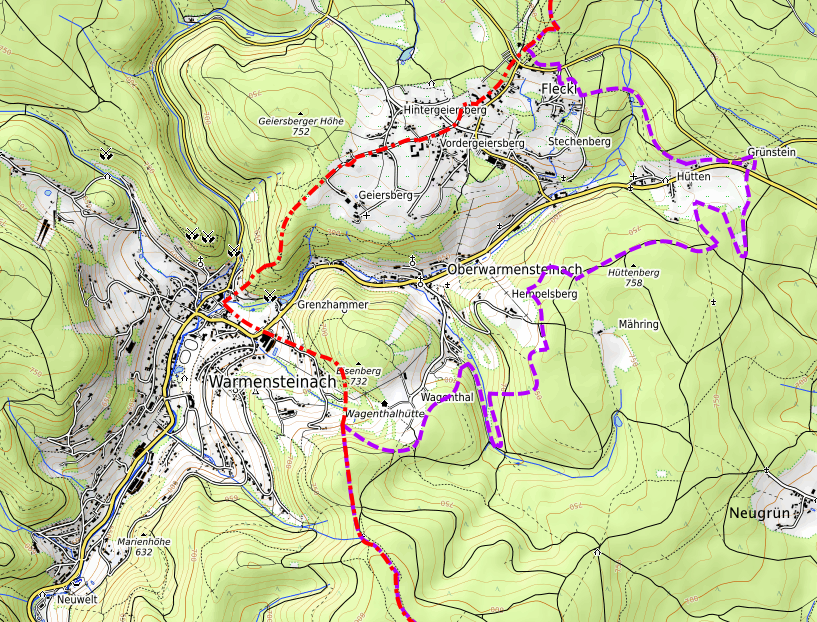
Die ehemalige Grenze zwischen dem Fürstentum Bayreuth und dem Kurfürstentum Bayern im heutigen Warmensteinach

Die Geschichte von Oberwarmensteinach unterscheidet sich grundlegend von derjenigen des Gemeindehauptortes Warmensteinach, denn zwischen den beiden Orten verlief über mehrere Jahrhunderte eine markante Territorialgrenze. Der genaue Verlauf dieser bereits seit längerem bestehenden Grenze war im Jahr 1536 zwischen der zur Kurpfalz gehörenden Oberen Pfalz und dem von einer hohenzollernschen Nebenlinie regierten Markgraftum Brandenburg-Bayreuth festgelegt und mit 58 Grenzsteinen markiert worden. Die Gebiete beiderseits der Grenze wurden aufgrund der unterschiedlichen territorialen Zugehörigkeit ganz unterschiedlich geprägt, dies sowohl in konfessioneller, als auch in sprachlicher Hinsicht. Aus diesem Grund dominiert in Oberwarmensteinach nach wie vor die römisch-katholische Konfession und es wird ein Dialekt gesprochen, der einen starken oberpfälzischen Einschlag hat. In Warmensteinach stellt sich die Situation anders dar, hier ist die Bevölkerungsmehrheit evangelisch-lutherisch und gebraucht einen ostfränkischen Dialekt.
Oberwarmensteinach gehörte zum Kurfürstlichen Landrichteramt Waldeck-Kemnath. 1596 bestand der Ort aus 23 Mannschaften (1 Glashütte, 14 Güter, 4 Gütel, 1 Hammer, 3 Mühlen).
Infolge des Gemeindeedikts wurde 1808 der Steuerdistrikt Oberwarmensteinach gebildet. Neben dem Hauptort gehörten zu diesem Fleckl, Geiersberg, Grenzhammer, Hempelsberg, Hütten, Mähring, Schmidleithen, Stechenberg und Wagenthal. Die 1818 gegründete Ruralgemeinde Oberwarmensteinach war deckungsgleich mit dem Steuerdistrikt. Sie war in Verwaltung und Gerichtsbarkeit dem Landgericht Kemnath zugeordnet und in der Finanzverwaltung dem Rentamt Kemnath. Am 1. Oktober 1857 wurde die Gemeinde an das Landgericht Weidenberg und dem Rentamt Bayreuth  (1919 in Finanzamt Bayreuth umbenannt) überwiesen. Ab 1862 gehörte Oberwarmensteinach zum Bezirksamt Bayreuth (1939 in Landkreis Bayreuth umbenannt). Die Gerichtsbarkeit blieb beim Landgericht Weidenberg (1879 in Amtsgericht Weidenberg umgewandelt), seit 1931 ist das Amtsgericht Bayreuth zuständig. Die Gemeinde hatte ursprünglich eine Gebietsfläche von 3,769 km², die sich durch die Eingliederung von Grassemann und Hinterer Geiersberg am 1. Oktober 1938 auf 4,269 km² vergrößerte. Im Zuge der Gebietsreform in Bayern wurde die Gemeinde Oberwarmensteinach am 1. Mai 1978 nach Warmensteinach eingemeindet.

### Baudenkmäler
- Zwei Grabplatten
- Privatkapelle
- Katholische Kuratiekirche St. Laurentius
- Bildstock

### Einwohnerentwicklung
Gemeinde Oberwarmensteinach
| Jahr      | 1824  | 1840   | 1852   | 1855   | 1861   | 1867   | 1871   | 1875   | 1880   | 1885   | 1890   | 1895   | 1900   | 1905   | 1910   | 1919   | 1925   | 1933   | 1939   | 1946   | 1950   | 1952   | 1961   | 1970   |
| Einwohner | 383   | 702    | 561    | 578    | 601    | 636    | 570    | 572    | 613    | 608    | 571    | 583    | 622    | 667    | 660    | 679    | 678    | 680    | 914    | 1110   | 1175   | 1061   | 900    | 880    |
| Häuser    | 40    |        |        |        |        |        | 58     |        |        | 65     | 68     |        | 69     |        |        |        | 91     |        |        |        | 162    |        | 190    |        |
| Quelle    | [ 8 ] | [ 17 ] | [ 17 ] | [ 17 ] | [ 18 ] | [ 19 ] | [ 20 ] | [ 21 ] | [ 22 ] | [ 23 ] | [ 24 ] | [ 17 ] | [ 25 ] | [ 17 ] | [ 26 ] | [ 17 ] | [ 11 ] | [ 17 ] | [ 17 ] | [ 17 ] | [ 13 ] | [ 17 ] | [ 27 ] | [ 28 ] |

Ort Oberwarmensteinach
| Jahr      | 001818 | 001824 | 001861 | 001871 | 001885 | 001900 | 001925 | 001950 | 001961 | 001970 | 001987 |
| Einwohner | 184    | 209 *  | 252    | 204    | 259    | 225    | 213    | 292    | 222    | 247    | 221    |
| Häuser    |        | 24 *   |        |        | 25     | 25     | 29     | 40     | 47     |        | 70     |
| Quelle    | [ 29 ] | [ 8 ]  | [ 18 ] | [ 20 ] | [ 23 ] | [ 25 ] | [ 11 ] | [ 13 ] | [ 27 ] | [ 28 ] | [ 1 ]  |

## Religion
Oberwarmensteinach ist römisch-katholisch geprägt und Sitz der Pfarrei St. Laurentius (Oberwarmensteinach).